# Lista de organizações terroristas de esquerda
Este artigo pretende listar organizações terroristas de esquerda ou extrema-esquerda (por vezes chamados de terroristas marxista-leninistas ou terroristas revolucionários).
A listagem está separada por continente.

## África

### África do Sul
- Umkhonto we Sizwe ou Lança da Nação - Foi a ala paramilitar do Congresso Nacional Africano (ANC/CNA), fundada por Nelson Mandela na sequência do massacre de Sharpeville.[4][5][6] Status: extinto.

## Ásia

### Japão
- Exército Vermelho Japonês - Organização japonesa comunista militante ativa de 1971 a 2001.[7][8][9][10] Status: extinto (sucedido pelo movimento Rentai).[11]

### Sri Lanka
- Tigres de Libertação do Tamil Eelam (LTTE) - Organização política armada que pretendia, através de uma violenta campanha secessionista, a autodeterminação do povo tâmil mediante a criação, no nordeste da ilha do Sri Lanka, de um Estado independente denominado Tamil Eelam.[12] Status: extinto.[13]

### Índia
- Partido Comunista da Índia (Maoísta) e Naxalitas - Partido politíco de orientação maoista, de extrema-esquerda, da Índia.[14][15][16] Fundado em 2004, é o principal participante na guerra de guerrilhas na Insurgencia Naxalita.[17][18][19][20] Status: ativo.

### Nepal
- Partido Comunista do Nepal (Maoísta) - Partido maoísta e organização paramilitar fundada em 1994.[21][22][23][24][25] Conduziu uma guerrilha rural por dez anos, de 1996 a 2006.[26] Atualmente, integra o governo de coalizão daquele país junto com mais sete partidos.[27] Status: ativo.

## Europa

### Rússia
- Narodnaia Volia - Organização política revolucionária do final do séc. XIX no Império Russo que realizou assassinatos de funcionários do governo em uma tentativa de derrubar o sistema autocrático e parar as reformas do governo de Alexandre II da Rússia.[28] Status: extinto.

### França
- Ação direta (AD) - Grupo militante de extrema esquerda francês que cometeu uma série de assassinatos e ataques violentos na França entre 1979 e 1987.[29][30][31][32][33] Status: extinto.[34][35]

### Bélgica
- Células Combatentes Comunistas (CCC) - Organização de guerrilha urbana belga comunista.[36] Status: inativo.

### Espanha
- Grupos de Resistência Antifascista Primeiro de Outubro (GRAPO) - Grupo terrorista maoísta espanhol, fundado em 1975.[37][38] Status: inativo.

### Irlanda
- Exército Irlandês de Libertação Nacional (INLA) - Grupo paramilitar comunista republicano irlandês formado em 10 de dezembro de 1974, durante os "Troubles".[39][40] Status: inativo.[41]

### Portugal
- Forças Populares 25 de Abril (FP-25) - Grupo terrorista de extrema esquerda que operava em Portugal entre 1980 e 1987.[42][43] Status: extinto.

### Alemanha
- Facção do Exército Vermelho (RAF) ou Grupo Baader-Meinhof - Organização guerrilheira alemã de extrema-esquerda, fundada em 1970, na antiga Alemanha Ocidental, e dissolvida em 1998.[44][45] Status: extinto.

### Itália
- Brigadas Vermelhas - Organização marxista-leninista de extrema esquerda,[46][47] organização armada e grupo guerrilheiro com sede na Itália responsável por inúmeros incidentes violentos, incluindo o sequestro e assassinato do ex-primeiro-ministro Aldo Moro, durante os Anos de Chumbo.[48][49][50][51][52] Status: ativo.[53]

### Grécia
- Organização Revolucionária 17 de novembro (17N ou N17) - Organização guerrilheira urbana marxista-leninista de extrema esquerda grega, formada em 1975 e liderada por Alexandros Giotopoulos.[54][55][56] Status: extinto.

### Turquia
- Frente/Partido Revolucionário de Libertação Popular -  Partido comunista marxista-leninista de extrema esquerda na Turquia.[57] Fundada em 1978 como Esquerda Revolucionária.[58] Status: ativo/banido.[59]

## América

### Canadá
- Frente de Libertação de Quebec (FLQ) - Grupo guerrilheiro marxista-leninista e separatista de Quebec.[60][61] Fundado no início da década de 1960 com o objetivo de estabelecer um Quebec independente e socialista por meios violentos, o FLQ foi considerado um grupo terrorista pelo governo canadense.[62][63][64] Status: extinto.

### Estados Unidos
- Frente Unida da Liberdade ou United Freedom Front (UFF) - Pequena organização terrorista marxista norte-americana ativa nas décadas de 1970 e 1980.[65][66][67] Status: extinto.

- Organização Comunista 19 de maio (M19CO) - Grupo armado de extrema esquerda com sede nos EUA  formado por membros da Organização Weather Underground.[68][69][70][71][72] Status: extinto.
- Weather Underground - Organização militante de extrema esquerda ativa em 1969, fundada no campus Ann Arbor da Universidade de Michigan.[73][74][75][76][77] Status: inativo.
- Exército de Libertação Simbionês - Pequena organização de extrema esquerda americana ativa entre 1973 e 1975; afirmava ser um movimento de vanguarda.[78][79][80][81][82] Status: inativo.

### Colômbia
- Movimento 19 de abril - Movimento de organização guerrilheira colombiana.[83][84] Após sua desmobilização, tornou-se um partido político, a Aliança Democrática M-19 ou AD/M-19.[85] Status: ativo.

- Forças Armadas Revolucionárias da Colômbia (FARC) - Grupo guerrilheiro marxista-leninista envolvido no conflito colombiano que começou em 1964.[86][87][88][89][90][91] Status: ativo.
- Exército de Libertação Nacional (ELN) -  Grupo guerrilheiro marxista-leninista envolvido no contínuo conflito colombiano, que existe na Colômbia desde 1964.[92][93][94][95][96][97][98] Status: ativo.

### Peru
- Partido Comunista do Peru ou Sendero Luminoso -  Grupo guerrilheiro comunista seguindo o Marxismo-Leninismo-Maoísmo e o Pensamento Gonzalo.[99][100][101][102][103][104] Status: extinto.[105]
- Movimento Revolucionário Túpac Amaru - Grupo guerrilheiro marxista-leninista peruano que começou no início de 1980.[106][107][108][109] Status: inativo.

### Nicarágua
- Frente Sandinista de Libertação Nacional - Partido político fundado, originalmente como organização político-militar de esquerda, em 1961.[110][111][112][113][114] Status: ativo.

### Uruguai
- Movimento de Liberação Nacional ou Tupamaros - Grupo guerrilheiro marxista-leninista de guerrilha urbana, que operou nas décadas de 1960 e 1970.[115] Status: extinto.

### Brasil
- Vanguarda Armada Revolucionária Palmares (VAR-Palmares) - Organização de extrema-esquerda que participou da luta armada de 1964 a 1985.[116][117][118] Status: extinto.
- Vanguarda Popular Revolucionária (VPR) - Grupo de luta armada de extrema-esquerda que lutou contra o Regime Militar, visando à instauração de um governo de cunho socialista no país.[119][120][121] Status: extinto.
- Comando de Libertação Nacional (COLINA) - Organização guerrilheira de extrema-esquerda, composta basicamente por estudantes universitários mineiros.[122] Status: extinto.
- Movimento Revolucionário Oito de Outubro (MR8) - Organização política marxista que participou da luta armada contra o regime militar brasileiro. Surgiu em 1964, no meio universitário da cidade de Niterói, no estado do Rio de Janeiro, com o nome de Dissidência do Rio de Janeiro (DI-RJ).[123][124] Status: extinto.

### Chile
- Movimento de Esquerda Revolucionária (MIR) - Partido comunista marxista-leninista de extrema esquerda chileno e ex-organização de guerrilha urbana fundada em 12 de outubro de 1965.[125][126][127] Status: ativo.

### México
- Exército Zapatista de Libertação Nacional (EZLN) - Grupo político e militante de extrema esquerda que controla uma quantidade substancial de território em Chiapas, o Estado mais ao sul do México.[128][129][130][131][132] Status: ativo.